# 島棲黃魴鮄
島棲黃魴鮄，為輻鰭魚綱鮋形目牛尾魚亞目黃魴鮄科的其中一種，分布於中東太平洋的哥斯大黎加海域，體長可達11.8公分，為深海底棲性魚類，屬肉食性。

## 擴展閱讀
維基物種上的相關：島棲黃魴鮄